# A Beleza Que Canta
A Beleza Que Canta é o terceiro álbum de estúdio da cantora brasileira Clara Nunes, lançado no segundo semestre de 1969 pela Odeon Records. Após o sucesso da canção "Você Passa Eu Acho Graça", presente no disco homônimo lançado em 1968, a cantora, que já havia flertado com o iê-iê-iê, passou a se dedicar cada vez mais aos festivais de música popular, uma vez que o movimento da Jovem Guarda começava a ser criticado pelo seu descomprometimento com a situação sócio-política do país. Simultaneamente, lançou A Beleza Que Canta, um trabalho sem identidade e gênero musical definidos que foi um fracasso de vendas e complicou a situação de Clara na gravadora, onde ela só atingiria o status de estrela após o lançamento seguinte, o álbum Clara Nunes (1971).

## Informação
"Você Passa Eu Acho Graça", até então o maior sucesso de Clara Nunes, foi co-escrita por Carlos Imperial para a cantora devido à insistência de Aurino Araújo, então namorado de Clara e amigo do compositor, à época diretor do Departamento Internacional da Odeon. Apesar do sucesso da canção, o álbum homônimo que a continha vendeu apenas 6.900 cópias. A cantora, então, decidiu focar seus esforços nos festivais de música popular que ocorriam à época e revelavam nomes como Elis Regina, Nara Leão e Chico Buarque para tornar seu nome conhecido. Simultaneamente a sua participação nos festivais, a Odeon lançou A Beleza Que Canta no segundo semestre de 1969. O disco tinha 13 faixas e trazia Carlos Imperial como assistente de produção. Três faixas eram de autoria do próprio Imperial, que também foi o arranjador de "Casinha Pequenina", do folclore popular. Ataulfo Alves, co-compositor de "Você Passa Eu Acho Graça", estava presente com a faixa "Meus Tempos de Criança". Apesar da cantora não demonstrar mais interesse com o iê-iê-iê, movimento cada vez mais fora de moda e tachado de alienado, havia canções de William Prado e Fernando César, compositores referência da Jovem Guarda, no álbum, provavelmente escalados por obra de Imperial. Para Valter Fernandes, biógrafo da cantora, o disco não possui qualquer identidade e foi "mais um equívoco na carreira de Clara". A Beleza Que Canta vendeu apenas 5.500 cópias e acabou representando um ponto de ruptura na carreira da cantora; o terceiro fracasso consecutivo de vendas convenceu tanto Clara quanto a Odeon que era preciso mudar a identidade musical da cantora, que dali para frente estaria cada vez mais identificada com o samba do que com qualquer outro gênero musical.

## Faixas
| N.º | Título                     | Compositor(es)                 | Duração |  |
| 1.  | "De Esquina Em Esquina"    | César Costa Filho, Aldir Blanc | 2:31    |  |
| 2.  | "Espuma Congelada"         | Piti                           | 2:35    |  |
| 3.  | "Meus Tempos de Criança"   | Ataulfo Alves                  | 2:24    |  |
| 4.  | "Gente Boa"                | William Prado                  | 3:05    |  |
| 5.  | "Graças a Deus"            | Fernando César                 | 2:40    |  |
| 6.  | "Guerreiro de Oxalá"       | Carlos Imperial                | 2:57    |  |
| 7.  | "Casinha Pequenina"        | Tradicional                    | 3:13    |  |
| 8.  | "Foi Ele"                  | Imperial                       | 2:04    |  |
| 9.  | "Até Voltar"               | Fred Falcão, Paulinho Tapajós  | 2:17    |  |
| 10. | "A Felicidade"             | Imperial, Niltinho             | 2:20    |  |
| 11. | "Hora de Chegar"           | Jorge Martins, Carlos Alberto  | 2:20    |  |
| 12. | "A Estrela e o Astronauta" | Rildo Hora, Mário Castro Neves | 2:55    |  |